# ら・むうん
ら・むうんは日本にその本拠を置く創作集団、同人サークル、劇団。ならびに所属メンバーの著作権管理団体。著作権管理に際しては有限会社の法人格を有しており、これをさす場合には『La・Moon』（読み同じ）と表記される。当初の主催および有限会社格としての代表取締役は有里紅良。

## 概要
スタートは1986年（昭和61年）ごろ。元々は水木しげる作品群、特に『ゲゲゲの鬼太郎』や『悪魔くん』などを取り扱った同人サークル鬼太郎座として発足。同作品群をモチーフとしたダイナビジョン『女禍』の製作を活動の骨子としていた。
主催者である有里が虫プロダクションのフィルム編集技師であった事から、発足当初からその活動が一般同人の範囲を超えていた。製作に当たっての音響を知人の音響技師や作曲家にあくまで趣味の範疇と言う事で依頼するなど、アマチュアではなくセミプロと言っていいほどの活動を行い、役者・スタッフも一般公募より募った。
その際たるものとして、『女禍』のスーパーバイザーに水木しげるを迎え、製作脚本・絵コンテの監修を依頼、同様のスーパーバイザー兼目玉おやじ役に田の中勇を招聘している。
1989年（平成元年）に『女禍』の発表をもって一時解散した。
その後、製作の余韻覚めやらぬ有里らは、解散から1年もたたぬうちに製作の軌跡を同人誌として残すため、同人サークル月読温泉旅行倶楽部を立ち上げ『女禍』製作を題材としたフィクション漫画『黒い聖母』を同人誌にて発行。1992年（平成4年）に最終巻を発行し、再解散となる。
その後、メンバーの夢来鳥ねむが『宮狐』にて漫画家デビューを果たし、さらに伝奇作品『緋翔伝』の製作に乗り出した事で製作メンバーはそのまま夢来鳥の製作サポートスタッフ兼ストーリー構想シンクタンクとして、有里を代表としたまま創作集団へと変貌と遂げる事となる。
その体制を維持したまま、夢来鳥の代表作となる『HAUNTEDじゃんくしょん』を発表。有里らは作品のファンに対するサービスの意味合いで同作を叩き台とした演劇作品を披露。それ以前にもミニ演劇として水木しげる作品モチーフの演題を行っていたため、劇団としての顔も持ち合わせるようになる。
やがて有里が原作・夢来鳥が漫画という製作体制が安定。一方で各雑誌で発表された、これら作品群を管理する必要性に迫られたら・むうんは著作権管理団体としての活動を行わねばならないことを余儀なくされる。そのため『有限会社 La・Moon』を立ち上げ、この名義をそのための活動に充てることとなる。

## 作風
元々が水木しげる作品の同人集団であるため、同作家作品群が重要視している「見えざるもの、現代の宗教や社会・倫理にまつろわざるものたちとの共存共栄」を同作品群から継承する形で主テーマとしている。
発表される作品群は常に水木作品を意識したものとなっており、時にそれら作品に対して現代的な視点からビジュアルや人間関係の設定を再構築を行い、作品として発表する事が多い。そのため、水木しげる作品の世界観とは著作権上の関係から、表立っての関連性は否定されるものの設定上は非常に親和性が高いつくりとなっており、一種の「水木しげる作品群のパラレルワールド」となる。
ただし、水木が「まつろわぬ者たちに出会うための自然・過去への回帰」を掲げる事が多いのに対し、ら・むうんはこれを「現在そこに確かに存在する隣人」として表現、「自然でない場所にも人間が存在する限り、まつろわぬものたちはそこにいる」事を重要視している。

## メンバー
- 有里紅良
- 夢来鳥ねむ

他・一般社会人多数。

## 作品
ここでは「ら・むうん」として初出発表された作品のみを記す。
- なぞらえ屋シリーズ
- 創作民話シリーズ